# Marat Safin
Marat Mikhaylovich Safin (Moscou, 27 de janeiro de 1980) é um ex-tenista profissional russo, de origem tártara, que foi número 1 do ranking mundial em simples. Sua irmã, Dinara Safina, também foi tenista profissional e alcançou a liderança do ranking mundial feminino em simples.
Começou a jogar tênis/ténis aos seis anos de idade na academia de seu pai, sendo sua mãe Rausa Islanova sua primeira técnica até os treze anos. Com 13 anos mudou-se para Valencia na Espanha onde treinou com Rafael Mensua até os 19 anos.
Em 1997 ganha seu primeiro torneio ao derrotar Huet em Espinho. No ano seguinte consegue alcançar pela primeira vez uma semifinal de um torneio ATP e termina o ano entre os 50 melhores do mundo. Em 1999 ganha o seu primeiro torneio ATP em Boston ao derrotar o britânico Greg Rusedski.
No ano 2000 venceu 7 torneios durante o ano e tornou-se o jogador mais jovem desde Boris Becker em 1986 a alcançar o nº 2 do mundo.
Também se torna outro jogador com menos de 21 anos a conquistar 7 títulos em um ano desde Mats Wilander em 1983.
Vence seu primeiro título Masters 1000 em Toronto no ano 2001 e no mesmo ano ganha seu primeiro título de Grand Slam no US Open.
Já no ano 2002 conquista a Copa Davis pelo seu país derrotando a França.
Safin é conhecido pelo temperamento exagerado e também marcado por ser um dos mais talentosos tenistas da história.
Em 2003 sofre uma lesão que o tira das quadras pela maior parte do ano.
No início de 2004 estabelece um recorde durante o Open da Austrália ao jogar o maior número de horas em um torneio do Grand Slam na Open Era, totalizando 21 horas e 6 minutos em 30 sets.
Termina o ano vencendo os dois últimos Masters Series do ano: Madrid e Paris.
Safin venceu 5 torneios Masters 1000 ao todo.
No começo de 2005 surpreende o mundo ao derrotar Roger Federer na semifinal do Open da Austrália no dia do seu 25.º aniversário.
Mais tarde se tornaria o vencedor desse Grand Slam.
Durante os resto do ano uma lesão no joelho o impede de jogar.
Aposentou-se no final do ano de 2009, no Master Series de Paris.

## Política
Em 2011 elege-se deputado ao Parlamento russo, pela Oblast de Níjni Novgorod.

## Major finais

### Grand Slam finais

#### Simples: 4 (2-2)
| Resultado | Ano  | Campeonato      | Piso | Oponente         | Placar                  |
| Campeão   | 2000 | US Open         | Duro | Pete Sampras     | 6–4, 6–3, 6–3           |
| Vice      | 2002 | Australian Open | Duro | Thomas Johansson | 6–3, 4–6, 4–6, 6–7(4–7) |
| Vice      | 2004 | Australian Open | Duro | Roger Federer    | 6–7(3–7), 4–6, 2–6      |
| Campeão   | 2005 | Australian Open | Duro | Lleyton Hewitt   | 1–6, 6–3, 6–4, 6–4      |

### Masters Series finais

#### Simples: 8 (5-3)
| Resultado | Ano  | Campeonato       | Piso        | Oponente           | Placar                             |
| Vice      | 1999 | Paris            | Carpete (i) | Andre Agassi       | 6–7(1–7), 2–6, 6–4, 4–6            |
| Vice      | 2000 | Hamburgo         | Saibro      | Gustavo Kuerten    | 4–6, 7–5, 4–6, 7–5, 6–7(3–7)       |
| Campeão   | 2000 | Canada (Toronto) | Duro        | Harel Levy         | 6–2, 6–3                           |
| Campeão   | 2000 | Paris            | Carpete (i) | Mark Philippoussis | 3–6, 7–6(9–7), 6–4, 3–6, 7–6(10–8) |
| Vice      | 2002 | Hamburgo         | Saibro      | Roger Federer      | 1–6, 3–6, 4–6                      |
| Campeão   | 2002 | Paris            | Carpete (i) | Lleyton Hewitt     | 7–6(7–4), 6–0, 6–4                 |
| Campeão   | 2004 | Madrid           | Duro (i)    | David Nalbandian   | 6–2, 6–4, 6–3                      |
| Campeão   | 2004 | Paris            | Carpete (i) | Radek Štěpánek     | 6–3, 7–6(7–5), 6–3                 |

## ATP Conquistas

### Simples(15)
| Legenda                         |
| Grand Slam (2)                  |
| ATP World Tour Finals (0)       |
| ATP World Tour Masters 1000 (5) |
| ATP World Tour 500 Series (1)   |
| ATP World Tour 250 Series (7)   |

| Títulos por superfície |
| Dura (10)              |
| Grama (0)              |
| Saibro (2)             |
| Carpete (3)            |

| Nr. | Data                   | Torneio                 | Superfície | Adversário          | Resultado                     |
| 1.  | 23 de Agosto de 1999   | Boston, Estados Unidos  | Dura       | Greg Rusedski       | 6-4, 7-6(11)                  |
| 2.  | 24 de Abril de 2000    | Barcelona, Espanha      | Saibro     | Juan Carlos Ferrero | 6-3, 6-3, 6-4                 |
| 3.  | 1 de Maio de 2000      | Mallorca, Espanha       | Saibro     | Mikael Tillström    | 6-4, 6-3                      |
| 4.  | 31 de Julho de 2000    | Toronto, Canadá         | Dura       | Harel Levy          | 6-2, 6-3                      |
| 5.  | 28 de Agosto de 2000   | US Open                 | Dura       | Pete Sampras        | 6-4, 6-3, 6-3                 |
| 6.  | 11 de Setembro de 2000 | Tashkent, Uzbequistão   | Dura       | Davide Sanguinetti  | 6-3, 6-4                      |
| 7.  | 6 de Novembro de 2000  | São Petersburgo, Rússia | Dura (i)   | Dominik Hrbatý      | 2-6, 6-4, 6-4                 |
| 8.  | 13 de Novembro de 2000 | Paris, França           | Carpete    | Mark Philippoussis  | 3-6, 7-6(7), 6-4, 3-6, 7-6(8) |
| 9.  | 10 de Setembro de 2001 | Tashkent, Uzbequistão   | Dura       | Yevgeny Kafelnikov  | 6-2, 6-2                      |
| 10. | 22 de Outubro de 2001  | São Petersburgo, Rússia | Dura (i)   | Rainer Schüttler    | 3-6, 6-3, 6-3                 |
| 11. | 28 de Outubro de 2002  | Paris, França           | Carpete    | Lleyton Hewitt      | 7-6(4), 6-0, 6-4              |
| 12. | 13 de Setembro de 2004 | Pequim, China           | Dura       | Mikhail Youzhny     | 7-6(4), 7-5                   |
| 13. | 18 de Outubro de 2004  | Madrid, Espanha         | Dura (i)   | David Nalbandian    | 6-2, 6-4, 6-3                 |
| 14. | 1 de Novembro de 2004  | Paris, França           | Carpete    | Radek Stepanek      | 6-3, 7-6(5), 6-3              |
| 15. | 17 de Janeiro de 2005  | Australian Open         | Dura       | Lleyton Hewitt      | 1-6, 6-3, 6-4, 6-4            |

### Duplas(2)
| Legenda                         |
| Grand Slam (0)                  |
| ATP World Tour Finals (0)       |
| ATP World Tour Masters 1000 (0) |
| ATP World Tour 500 Series (0)   |
| ATP World Tour 250 Series (2)   |

| Títulos por superfície |
| Dura (0)               |
| Grama (0)              |
| Saibro (1)             |
| Carpete (1)            |

| Nr. | Data                 | Torneio        | Superfície | Parceiro        | Adversários na final      | Resultado |
| 1.  | 9 de Julho de 2001   | Gstaad, Suíça  | Saibro     | Roger Federer   | Michael Hill Jeff Tarango | 0-1 Ab.   |
| 2.  | 8 de Outubro de 2007 | Moscou, Rússia | Carpete    | Dmitry Tursunov | Tomáš Cibulec Lovro Zovko | 6-4, 6-2  |